# Беркшир (округ)
Округ Беркшир (англ. Berkshire County) располагается в штате Массачусетс, США. Официально образован в 1761 году. По состоянию на 2010 год, численность населения составляла 131 219 человек.

## География
По данным Бюро переписи США, общая площадь округа равняется 2 450,142 км2, из которых 2 400,932 км2 суша и 51,800 км2 или 2,100 % это водоемы.

### Соседние округа
- Беннингтон, Вермонт — на севере
- Хампден, Массачусетс — на юго-востоке
- Литчфилд, Коннектикут — на юге
- Ренселер, Нью-Йорк — на северо-западе
- Хампшир, Массачусетс — на востоке
- Датчесс, Нью-Йорк — на юго-западе
- Франклин, Массачусетс — на северо-востоке
- Колумбия, Нью-Йорк — на западе

## Население
По данным переписи населения 2000 года в округе проживает 134 953 жителей в составе 56 006 домашних хозяйств и 35 115 [семей. Плотность населения составляет 56,00 человек на км2. На территории округа насчитывается 66 301 жилых строений, при плотности застройки около 27,00-ми строений на км2. Расовый состав населения: белые — 95,02 %, афроамериканцы — 1,99 %, коренные американцы (индейцы) — 0,15 %, азиаты — 0,99 %, гавайцы — 0,04 %, представители других рас — 0,59 %, представители двух или более рас — 1,23 %. Испаноязычные составляли 1,69 % населения независимо от расы.
В составе 27,50 % из общего числа домашних хозяйств проживают дети в возрасте до 18 лет, 48,00 % домашних хозяйств представляют собой супружеские пары проживающие вместе, 11,00 % домашних хозяйств представляют собой одиноких женщин без супруга, 37,30 % домашних хозяйств не имеют отношения к семьям, 31,60 % домашних хозяйств состоят из одного человека, 13,90 % домашних хозяйств состоят из престарелых (65 лет и старше), проживающих в одиночестве. Средний размер домашнего хозяйства составляет 2,30 человека, и средний размер семьи 2,89 человека.
Возрастной состав округа: 22,40 % моложе 18 лет, 8,40 % от 18 до 24, 26,40 % от 25 до 44, 24,90 % от 45 до 64 и 24,90 % от 65 и старше. Средний возраст жителя округа 40 лет. На каждые 100 женщин приходится 91,70 мужчин. На каждые 100 женщин старше 18 лет приходится 88,10 мужчин.
Средний доход на домохозяйство в округе составлял 39 047 USD, на семью — 50 162 USD. Среднестатистический заработок мужчины был 36 692 USD против 26 504 USD для женщины. Доход на душу населения составлял 21 807 USD. Около 6,50 % семей и 9,50 % общего населения находились ниже черты бедности, в том числе — 12,30 % молодёжи (тех, кому ещё не исполнилось 18 лет) и 7,20 % тех, кому было уже больше 65 лет.